# La stagione del cannibale
La stagione del cannibale è l'album d'esordio del gruppo musicale indie pop italiano Amor Fou, pubblicato il 10 dicembre 2007 per l'etichetta Homesleep Music.

## Descrizione
Musicalmente l'album offre un mix di tradizione cantautorale di ispirazione pop e atmosfere acustiche con leggere divagazioni di elettronica.
Nei testi La stagione del cannibale è un disco sofisticato e delicato che rimanda agli anni '60 e '70, proponendo suggestivi riferimenti letterari e cinematografici (Pasolini, Godard, Truffaut) e che racconta l'amore finito.
Il disco è un concept album che racconta la storia di una coppia di amanti che si divide il giorno della strage di Piazza Fontana.
Dall'album verranno estratti i singoli Il periodo ipotetico e Se un ragazzino appicca il fuoco.

## Tracce
1. Il periodo ipotetico
2. La convinzione
3. Se un ragazzino appicca il fuoco
4. I ritorni
5. La stagione del cannibale
6. Venti giorni di vita di una donna famosa
7. Ore 10 Parla un misogino
8. Due cuori, una dark room
9. Cos'è la libertà
10. L'anno luce
11. La strage

## Formazione
- Alessandro Raina – voce, chitarra
- Leziero Rescigno – batteria, piano, chitarra, programming
- Cesare Malfatti – chitarra, programming
- Luca Saporiti – basso, chitarra